# Peter O'Fallon
Peter O'Fallon, né à Denver, est un réalisateur, scénariste et producteur américain.

## Biographie
Peter O'Fallon a fait ses études supérieures à l'université du Colorado et en est sorti diplômé en cinéma. Il a commencé sa carrière en réalisant des spots publicitaires puis est devenu réalisateur pour la télévision. Il est le créateur des séries télévisées Mysterious Ways : Les Chemins de l'étrange, en 2000, et Legit, en 2013, qu'il a également produit. Il a également réalisé de nombreux épisodes d'autres séries télévisées, notamment La Vie à cinq, Dr House et Ghost Whisperer, ainsi que deux longs métrages, Suicide Kings (1997) et La Rumeur des anges (2000).

## Filmographie

### Réalisateur

#### Cinéma
- 1997 : Suicide Kings
- 2000 : La Rumeur des anges (également scénariste et producteur)

#### Télévision
- 1989-1990 : Génération Pub (série télévisée, 2 épisodes)
- 1990 : Bienvenue en Alaska (série télévisée, 2 épisodes)
- 1991 : Dead Silence (téléfilm)
- 1994-1995 : La Vie à cinq (série télévisée, 4 épisodes)
- 1995 : American Gothic (série télévisée, saison 1 épisode 1)
- 1996 : Profiler (série télévisée, saison 1 épisode 2)
- 2002 : La Treizième Dimension (série télévisée, 2 épisodes)
- 2004 : Las Vegas (série télévisée, 2 épisodes)
- 2004-2007 : Dr House (série télévisée, 4 épisodes)
- 2005-2007 : Ghost Whisperer (série télévisée, 5 épisodes)
- 2006 : Blade (série télévisée, saison 1 épisode 1)
- 2006 : Eureka (série télévisée, saison 1 épisode 1)
- 2006 : Prison Break (série télévisée, saison 2 épisode 5)
- 2007-2008 : The Riches (série télévisée, 7 épisodes)
- 2007-2008 : Pushing Daisies (série télévisée, 2 épisodes)
- 2009 : Leverage (série télévisée, saison 2 épisode 6)
- 2010 : The Glades (série télévisée, 2 épisodes)
- 2010 : The Good Wife (série télévisée, saison 2 épisode 6)
- 2011 : The Protector (série télévisée, 4 épisodes)
- 2013-2014 : Legit (série télévisée, 23 épisodes)